# Michael Beauchamp
Michael Beauchamp (Sydney, 8 marzo 1981) è un ex calciatore australiano, difensore.

## Carriera

### Club
Dopo aver militato in diverse squadre australiane (tra cui il Marconi Stallions), è stato messo sotto contratto dal Norimberga nel 2007, dopo avervi giocato in prestito per un anno.
Nel 2008 si trasferisce all'Aalborg.

### Nazionale
Nazionale australiano, ha partecipato con la maglia dei Socceroos al campionato del mondo 2006 in Germania e al campionato del mondo 2010 in Sudafrica.

## Statistiche

### Cronologia presenze e reti in nazionale
| Cronologia completa delle presenze e delle reti in nazionale ― Australia | Cronologia completa delle presenze e delle reti in nazionale ― Australia | Cronologia completa delle presenze e delle reti in nazionale ― Australia | Cronologia completa delle presenze e delle reti in nazionale ― Australia | Cronologia completa delle presenze e delle reti in nazionale ― Australia | Cronologia completa delle presenze e delle reti in nazionale ― Australia | Cronologia completa delle presenze e delle reti in nazionale ― Australia | Cronologia completa delle presenze e delle reti in nazionale ― Australia |
| Data                                                                     | Città                                                                    | In casa                                                                  | Risultato                                                                | Ospiti                                                                   | Competizione                                                             | Reti                                                                     | Note                                                                     |
| ------------------------------------------------------------------------ | ------------------------------------------------------------------------ | ------------------------------------------------------------------------ | ------------------------------------------------------------------------ | ------------------------------------------------------------------------ | ------------------------------------------------------------------------ | ------------------------------------------------------------------------ | ------------------------------------------------------------------------ |
| 22-2-2006                                                                | Riffa                                                                    | Bahrein                                                                  | 1 – 3                                                                    | Australia                                                                | Qual. Coppa d'Asia 2007                                                  | -                                                                        |                                                                          |
| 7-6-2006                                                                 | Ulma                                                                     | Liechtenstein                                                            | 1 – 3                                                                    | Australia                                                                | Amichevole                                                               | -                                                                        | 77’                                                                      |
| 6-9-2006                                                                 | Al-Kuwait                                                                | Kuwait                                                                   | 2 – 0                                                                    | Australia                                                                | Qual. Coppa d'Asia 2007                                                  | -                                                                        |                                                                          |
| 7-10-2006                                                                | Brisbane                                                                 | Australia                                                                | 1 – 1                                                                    | Paraguay                                                                 | Amichevole                                                               | -                                                                        | 90’                                                                      |
| 11-10-2006                                                               | Sydney                                                                   | Australia                                                                | 2 – 0                                                                    | Bahrein                                                                  | Qual. Coppa d'Asia 2007                                                  | -                                                                        |                                                                          |
| 24-3-2007                                                                | Guangzhou                                                                | Cina                                                                     | 0 – 2                                                                    | Australia                                                                | Amichevole                                                               | -                                                                        | 32’                                                                      |
| 30-6-2007                                                                | Singapore                                                                | Singapore                                                                | 0 – 3                                                                    | Australia                                                                | Amichevole                                                               | -                                                                        | 54’                                                                      |
| 16-7-2007                                                                | Bangkok                                                                  | Thailandia                                                               | 0 – 4                                                                    | Australia                                                                | Coppa d'Asia 2007 - 1º turno                                             | 1                                                                        |                                                                          |
| 21-7-2007                                                                | Hanoi                                                                    | Giappone                                                                 | 1 – 1 dts (4 – 3 dtr)                                                    | Australia                                                                | Coppa d'Asia 2007 - Quarti di finale                                     | -                                                                        |                                                                          |
| 11-9-2007                                                                | Melbourne                                                                | Australia                                                                | 0 – 1                                                                    | Argentina                                                                | Amichevole                                                               | -                                                                        |                                                                          |
| 17-11-2007                                                               | Londra                                                                   | Australia                                                                | 1 – 0                                                                    | Nigeria                                                                  | Amichevole                                                               | -                                                                        |                                                                          |
| 22-3-2008                                                                | Singapore                                                                | Singapore                                                                | 0 – 0                                                                    | Australia                                                                | Amichevole                                                               | -                                                                        | 63’                                                                      |
| 26-3-2008                                                                | Kunming                                                                  | Cina                                                                     | 0 – 0                                                                    | Australia                                                                | Qual. Mondiali 2010                                                      | -                                                                        |                                                                          |
| 23-5-2008                                                                | Sydney                                                                   | Australia                                                                | 1 – 0                                                                    | Ghana                                                                    | Amichevole                                                               | -                                                                        |                                                                          |
| 1-6-2008                                                                 | Brisbane                                                                 | Australia                                                                | 1 – 0                                                                    | Iraq                                                                     | Qual. Mondiali 2010                                                      | -                                                                        |                                                                          |
| 7-6-2008                                                                 | Dubai                                                                    | Iraq                                                                     | 1 – 0                                                                    | Australia                                                                | Qual. Mondiali 2010                                                      | -                                                                        |                                                                          |
| 14-6-2008                                                                | Doha                                                                     | Qatar                                                                    | 1 – 3                                                                    | Australia                                                                | Qual. Mondiali 2010                                                      | -                                                                        |                                                                          |
| 6-9-2008                                                                 | Eindhoven                                                                | Paesi Bassi                                                              | 1 – 2                                                                    | Australia                                                                | Amichevole                                                               | -                                                                        | 70’                                                                      |
| 1-4-2009                                                                 | Sydney                                                                   | Australia                                                                | 2 – 0                                                                    | Uzbekistan                                                               | Qual. Mondiali 2010                                                      | -                                                                        |                                                                          |
| 24-5-2010                                                                | Melbourne                                                                | Australia                                                                | 2 – 1                                                                    | Nuova Zelanda                                                            | Amichevole                                                               | -                                                                        | 46’                                                                      |
| 1-6-2010                                                                 | Roodepoort                                                               | Australia                                                                | 1 – 0                                                                    | Danimarca                                                                | Amichevole                                                               | -                                                                        | 76’                                                                      |
| 23-6-2010                                                                | Nelspruit                                                                | Australia                                                                | 2 – 1                                                                    | Serbia                                                                   | Mondiali 2010 - 1º turno                                                 | -                                                                        | 49’                                                                      |
| Totale                                                                   |                                                                          | Presenze                                                                 | 22                                                                       |                                                                          | Reti                                                                     | 1                                                                        |                                                                          |

## Palmarès

### Club

#### Competizioni nazionali
- Coppa di Germania: 1

Norimberga: 2006-2007